# Erich Buder
Erich Budere (ur. 1896, zm. 1975) – niemiecki as myśliwski z czasów I wojny światowej z 12 potwierdzonymi zwycięstwami powietrznymi.
Od 1917 roku służył w jednostce Jagdstaffel 84 został przeniesiony do Jagdstaffel 26. W jednostce od marca 1918 roku odniósł łącznie 12 potwierdzonych oraz dwa niepotwierdzone zwycięstwa powietrzne. Jego powojenne losy nie są znane.
Erich Budere został odznaczony pruskim Złotym Krzyżem Zasług Wojskowych.